# Brackenridgia
Brackenridgia is een geslacht van pissebedden in de familie Trichoniscidae. Er zijn ongeveer negen soorten beschreven dit geslacht.

## Soorten
- Brackenridgia acostai (Rioja, 1951)
- Brackenridgia ashleyi Lewis, 2004
- Brackenridgia bridgesi (Van Name, 1942)
- Brackenridgia cavernarum Ulrich, 1902
- Brackenridgia heroldi (Arcangeli, 1932)
- Brackenridgia palmitensis Mulaik, 1960
- Brackenridgia reddelli (Vandel, 1965)
- Brackenridgia sphinxensis Schultz, 1984
- Brackenridgia villalobosi Rioja, 1950